# 42
Het jaar 42 is het 42e jaar in de 1e eeuw volgens de christelijke jaartelling.

## Gebeurtenissen

### Italië
- In Dalmatië maakt het 11e legioen een eind aan de opstand van gouverneur Lucius Arruntius Camillus Scribonianus tegen keizer Claudius, waarvoor het de eretitel Claudia Pia Fidelis ontvangt.
- Keizer Claudius begint met de bouw van Portus, langs de Via Portuensis wordt de haven verbonden met Rome.

### Palestina
- Paulus, de apostel, reist naar Klein-Azië en Griekenland om het evangelie te prediken. Zijn redevoeringen overtuigen mensen van een nieuw geloof (het christendom).

### China
- Begin tweede Chinese overheersing van Vietnam: Keizer Han Guangwudi stuurt een Chinees expeditieleger onder bevel van Ma Yuan naar Vietnam. De zusters Trung worden verslagen en plegen zelfmoord.